# خسوس کالدرون
خسوس کالدرون (اسپانیایی: Jesús Calderón‎؛ زادهٔ ۴ سپتامبر ۱۹۷۶) آهنگ‌ساز، موسیقی‌دان، نوازنده پیانو، تهیه‌کننده موسیقی و ارکستراتور اهل اسپانیا است. وی از سال ۱۹۹۷ میلادی تاکنون مشغول فعالیت بوده‌است.
وی همچنین برندهٔ جوایزی همچون کمک‌هزینه گوگنهایم شده‌است.